# João José Pereira
João José Sales Henriques de Carvalho Pereira (* 28. Dezember 1987 in Alhandra) ist ein portugiesischer Triathlet. Er ist Triathlon-Europameister auf der Sprint- und Kurzdistanz (2017) und Mitglied der Nationalmannschaft. Bei den Olympischen Sommerspielen in London 2012 wurde er Fünfter.

## Werdegang
João Pereira betreibt Triathlon seit 2008.
Im nationalen Ranking für 2009 war Pereira auf Platz vier gereiht (U23), allerdings nahm er nur an zwei der vier gewerteten portugiesischen Wettkämpfe teil. Im Jahr 2010 war Pereira im Elite-Ranking Nummer sechs.
Im Mai 2016 wurde er Sechster bei der Triathlon-Europameisterschaft. Die Europameisterschaft auf der olympischen Kurzdistanz konnte er in Kitzbühel im Juni 2017 gewinnen.

### Olympische Sommerspiele 2016
João Pereira qualifizierte sich für einen Startplatz bei den Olympischen Sommerspielen 2016 und er ging am 18. August zusammen mit João Silva und Miguel Arraiolos in Rio de Janeiro für Spanien an den Start, wo er als bester Portugiese den fünften Rang belegte.

### Triathlon-Europameister Sprint- und Kurzdistanz 2017
Im Mai 2017 konnte er auf der Mitteldistanz die Challenge Lisboa gewinnen. In Kitzbühel wurde er im Juni Europameister auf der olympischen Kurzdistanz – mit nur einer Sekunde Vorsprung auf den Zweit- und vier Sekunden auf den Drittplatzierten. Nur eine Woche später wurde er in Düsseldorf auch Europameister auf der Sprintdistanz.
Im Juni 2019 wurde der damals 31-Jährige in den Niederlanden hinter dem Briten Alistair Brownlee Triathlon-Vizeeuropameister auf der olympischen Kurzdistanz (1,5 km Schwimmen, 40 km Radfahren und 10 km Laufen).

## Auszeichnungen
- 2017: Nominierung als ETU Athlet des Jahres[4]
- 2018: ETU Athlet des Jahres

## Sportliche Erfolge
| Datum/Jahr    | Rang | Wettbewerb                                           | Austragungsort            | Zeit     | Bemerkung |
| ------------- | ---- | ---------------------------------------------------- | ------------------------- | -------- | --- |
| 28. Mai 2022  | 38   | ITU Triathlon World Cup                              | Arzachena                 | 00:59:05 | |
| 26. Okt. 2019 | 6    | ITU Triathlon World Cup                              | Miyazaki                  | 01:48:07 | hinter Matthew McElroy |
| 1. Juni 2019  | 2    | ETU Triathlon European Championships                 | Weert                     | 01:35:23 | Europameisterschaft auf der olympischen Kurzdistanz                                                                            |
| 13. Okt. 2018 | 3    | ITU Triathlon World Cup                              | Sarasota                  | 00:48:25 | |
| 6. Okt. 2018  | 3    | ETU Triathlon Clubs European Championships           | Lissabon                  | 00:19:59 | mit Katie Zaferes, João Pedro Silva und Vera Vilaca                                                                            |
| 23. Juli 2017 | 1    | ETU Triathlon Clubs European Championships           | Banyoles                  |          | mit „Sport Lisboa e Benfica“                                                                                                   |
| 24. Juni 2017 | 1    | ETU Sprint Distance Triathlon European Championships | Düsseldorf                | 00:57:33 | Europameister auf der Sprintdistanz beim T3 Triathlon                                                                          |
| 18. Juni 2017 | 1    | ETU Triathlon European Championships                 | Kitzbühel                 | 01:45:31 | Europameister auf der olympischen Kurzdistanz                                                                                  |
| 4. Sep. 2016  | 10   | ITU World Championship Series 2016                   | Edmonton                  | 00:52:28 | |
| 18. Aug. 2016 | 5    | Olympische Sommerspiele 2016                         | Rio de Janeiro            | 01:45:52 | |
| 28. Mai 2016  | 6    | ETU Triathlon European Championships                 | Lissabon                  | 01:50:39 | Europameisterschaft auf der olympischen Kurzdistanz                                                                            |
| 12. März 2016 | 3    | ITU Triathlon World Cup                              | Mooloolaba                | 00:53:12 | |
| 17. Okt. 2015 | 1    | ITU Triathlon World Cup                              | Alanya                    | 01:45:10 | |
| 22. Aug. 2015 | 2    | ITU Triathlon World Championship Series 2015         | Stockholm                 | 01:50:18 | |
| 28. Juni 2014 | 2    | ITU Triathlon World Championship Series 2014         | Chicago                   | 01:47:29 | |
| 31. Mai 2014  | 3    | ITU Triathlon World Championship Series 2014         | London                    | 00:49:49 | Dritter auf der Sprintdistanz                                                                                                  |
| 24. Juni 2011 | 6    | ETU Triathlon European Championships                 | Pontevedra                | 01:50:39 | |
| 28. Aug. 2010 | 20   | ETU Triathlon European Championship U23              | Vila Nova de Gaia (Porto) | 01:57:17 | |
| 8. Mai 2010   | 34   | ITU Triathlon World Championship Series 2010         | Seoul                     | 01:54:44 | [ 5 ] |
| 20. Juni 2009 | 9    | ETU Triathlon European Championship U23              | Tarzo Revine              | 01:52:49 | |
| 6. Sep. 2008  | 8    | ETU Triathlon European Championship U23              | Pulpí                     | 01:59:21 | U23-Europameisterschaft |
| 30. Aug. 2007 | 17   | ITU Triathlon World Championship U23                 | Hamburg                   | 01:51:35 | Triathlon-Weltmeisterschaft auf der olympischen Distanz in der Klasse U23 (1,5 km Schwimmen, 40 km Radfahren und 10 km Laufen) |
| 3. Juni 2007  | 44   | ETU Triathlon European Championships                 | Kopenhagen                | 01:56:23 | |
| 23. Juni 2006 | 48   | ETU Triathlon European Championship Junior Men       | Autun                     | 01:05:05 | |

| Datum/Jahr  | Rang | Wettbewerb       | Austragungsort | Zeit     | Bemerkung |
| ----------- | ---- | ---------------- | -------------- | -------- | --------- |
| 7. Mai 2017 | 1    | Challenge Lisboa | Lissabon       | 03:41:23 | [ 6 ]     |

(DNF – Did Not Finish)